# Riesgo de tipo de interés

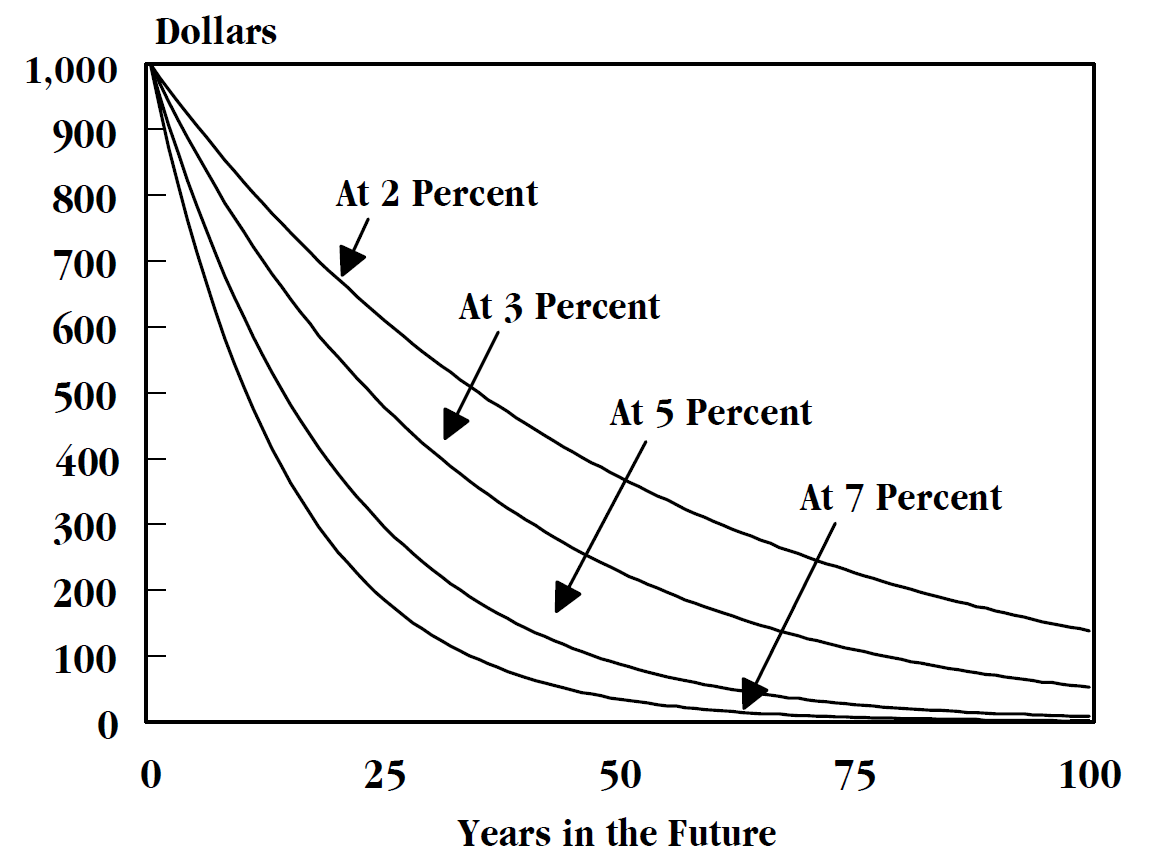
El valor actual descontado de $1000, 100 años después. Curvas que representan tasas de descuento del 2%, 3%, 5% y 7%

En finanzas, el riesgo de tipo de interés es el riesgo de que el precio de un título que devenga un interés fijo, como puede ser un bono, una obligación o un préstamo, se vea afectado por una variación de los tipos de interés del mercado. En general, un aumento de los tipos de interés de mercado influye negativamente en el precio de un bono de cupón fijo y al contrario, un descenso de los tipos de interés afectará positivamente a la cotización de los bonos de cupón fijo.
El riesgo de tipo de interés puede medirse por la duración del título, cuanto más grande sea la vida del título, más aumenta este riesgo. La duración que es la técnica más antigua de las muchas que se utilizan para la gestión de riesgo de tipo de interés.

## Influencia del tipo de interés en el precio de los títulos
Como ya se ha mencionado antes la variación de los tipos de interés suelen afectar al precio de los títulos. El mecanismo para explicar esta influencia puede verse con un ejemplo:
Un título de renta fija emitido al 10% de interés, tendrá una determinada valoración. Si el tipo de interés del mercado desciende hasta un 2%, por ejemplo, el título de referencia se apreciará debido a que ofrece un interés muy superior al ofrecido por el mercado, (10% del título frente al 2% del mercado) por tanto su precio subirá. Por el contrario cuando los tipos en el mercado se elevan, supongamos desde el 10% en el que se encontraban hasta un 15%, el precio bajará, ya que el título de referencia dejará de tener atractivo al ofrecer un interés inferior al que remunera el mercado, y si alguien quiere venderlo tendrá que bajar su precio para lograrlo.
Otra forma de observar la influencia de los tipos de interés del mercado sobre el precio de un título es a través del mecanismo financiero por el que se calcula el precio de un bono o en general cualquier título. El precio de un bono de renta fija se calcula llevando al momento actual todos los cobros que se espera obtener por el mismo, es decir los cupones a cobrar y la amortización. Para ello se utiliza una técnica financiera consistente en actualizar los flujos obtenidos. Para actualizar estos flujos de caja se ha de emplear un tipo de interés o de actualización. Matemáticamente se puede observar que cuanto más alto sea el tipo de interés que se emplea en la actualización, menor será el valor que obtenemos del bono, porque el descuento que se hace para atraerlo al momento actual es mayor. Lo que nos lleva al mismo tipo de relación expuesta anteriormente, una subida de los tipos de interés conlleva una bajada del precio de los bonos en el mercado.